# Leonel Mário d'Alva
Leonel Mário d'Alva (n.1935) é um político são-tomense. Durante 1974 e 1975, foi primeiro-ministro de São Tomé e Príncipe, logo após o país conquistar a independência de Portugal. Entre 1975 e 1980, também foi presidente da Assembleia Nacional de São Tomé e Príncipe pelo Partido de Convergência Democrática-Grupa de Reflexão (PCD-GR). Na etapa de transição democrática ainda ocupou, entre 4 de março de 1991 e 3 de abril de 1991, a função interina de presidente de São Tomé e Príncipe.